# Война священников

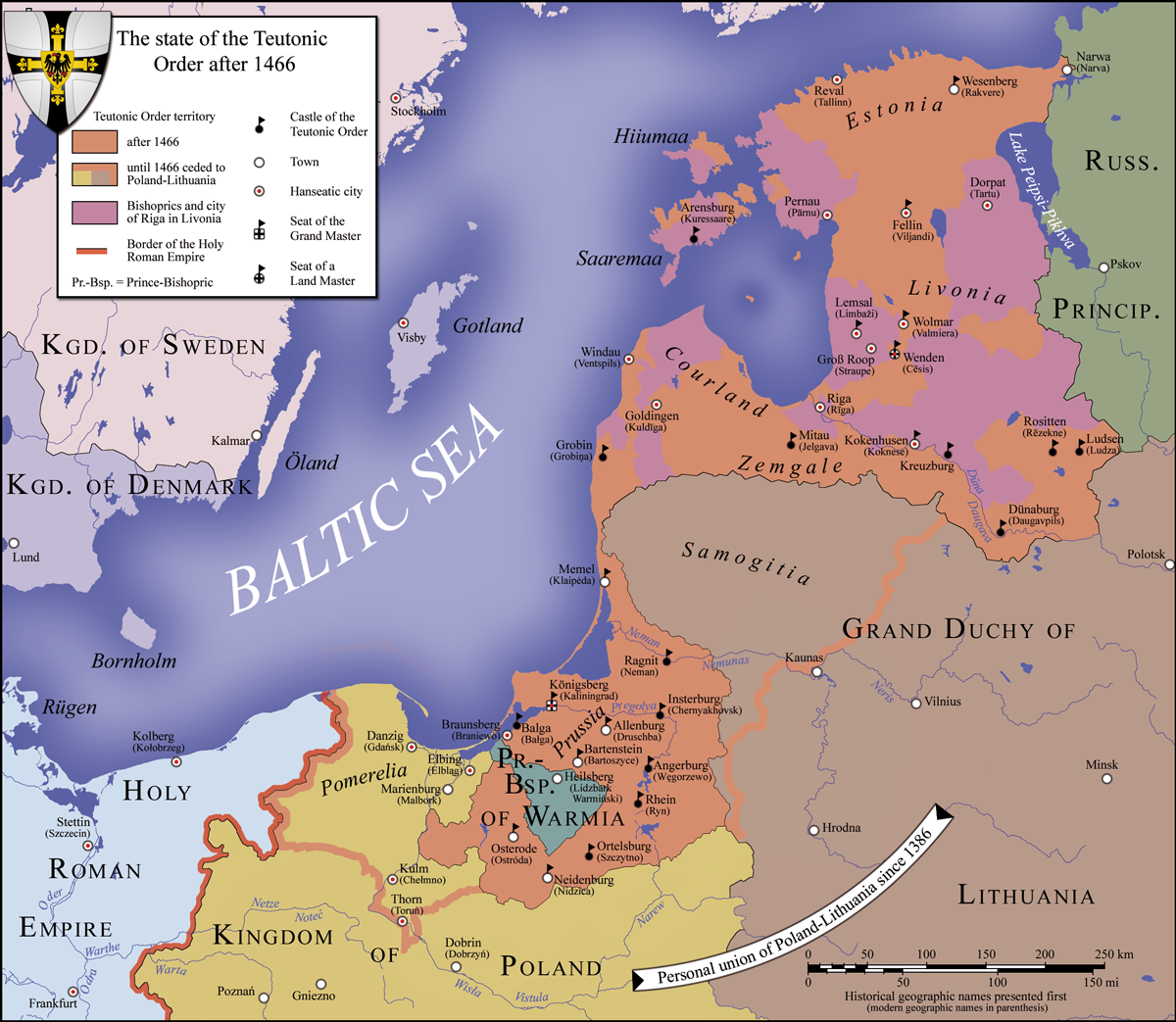
Государство Тевтонского ордена и сопредельные земли в 1466 году

Война́ свяще́нников (нем. Pfaffenkrieg; пол. Wojna popia, wojna księża) — конфликт из-за избрания князя-епископа варминского, а также прав Вармии (с нем. — «Эрмланда»), начавшийся после смерти предыдущего князя-епископа в 1467 году. В 1478 году Казимир IV предпринял военную интервенцию в Вармию, а в следующем году конфликт был урегулирован заключением Первого Пётркувского договора, носившего компромиссный характер.

## Причины
По условиям Торуньского мира 1466 года, Вармия входила в состав Королевства Польского как часть Королевской Пруссии. Между тем, особый статус княжества-епископства, полученный Вармией ещё от императора Священной Римской империи Карла IV, сохранялся. В 1467 году скончался князь-епископ Пауль фон Легендорф, польский король Казимир IV предложил кандидатуру епископа хелминского Винцента Келбасы. Однако варминский капитул отверг королевского кандидата — епископом был избран Николай фон Тунген. Казимир отказался утвердить нового епископа, что привело к войне. В 1468 году папа Павел II утвердил Тунгена в сане епископа варминского. В 1472 году Тунген, пользуясь поддержкой папы и могущественного венгерского короля Матвея Корвина, занял Вармию.

## Война и условия мира
В 1478 году Казимир IV начал военную интервенцию в Вармию. Король осадил Браунсберг, однако город выдержал атаку.
В 1479 году Казимир IV и Матвей Корвин нормализовали отношения, что значительно ослабило позицию епископа варминского. 15 июля в Пётркуве между сторонами было заключено соглашение, по которому Казимир IV соглашался утвердить Тунгена в качестве князя-епископа варминского, признавал право капитула самостоятельно выбирать епископа, а также расширял привилегии столицы Вармии города Гейльсберга. Епископ и капитул дали клятву верности польскому королю. В соответствии с договором Тунген вошёл в Сенат Королевства. Епископство стало викарным и было подчинено архиепископству рижскому.

## Продолжение борьбы
Через десять лет конфликт возобновился. В 1489 году епископом был избран Лукаш Ватценрод. Папа Иннокентий VIII поддержал кандидатуру Ватценрода против Казимира IV, который рассчитывал на то, что князем-епископом станет его сын Фредерик. Смерть короля в 1492 году позволила Ватценроду добиться независимости от рижской кафедры.
В 1512 году (Второй Пётркувский договор) капитул был вынужден согласиться предоставить королю право выбора 4 кандидатов на епископский сан (кандидаты должны быть рождены в Королевской Пруссии).